# 박선웅
박선웅(1974년 ~ )은 대한민국의 배우이다.

## 학력
- 동국대학교 경영학과

## 출연작

### 영화
- 《너에게만 들려주고 싶어》 (2017년) - 조 실장 역
- 《세상의 끝》 (2014년) - 소속사사장 역
- 《국제시장》 (2014년) - 앙드레 김 역[2]
- 《시뮬레이션》 (2007년) - 인수 역
- 《뷰티풀 선데이》 (2007년) - 김현석 역
- 《아들의 것》 (2006년) - 닭집주인 역
- 《역전의 명수》 (2005년) - 사창가 남자 역
- 《달콤한 인생》 (2005년) - 경표 역
- 《주홍글씨》 (2004년) - 김혁주 역
- 《하류인생》 (2004년) - 친목회 직원 1 역
- 《가족》 (2004년) - 창원부하 1 역
- 《첫사랑 사수 궐기대회》 (2003년) - 남직원 2 역
- 《강아지 죽는다》 (2003년) - 장정구 역
- 《유아독존》 (2002년) - 크레파스 역
- 《좋은 사람 있으면 소개시켜 줘》 (2002년) - 근육남 역
- 《강간》 (2002년) - 강간하는 남자 역
- 《나쁜 남자》 (2002년) - 달수똘 2 역
- 《돈을 갖고 튀어라》 (1995년)

### 드라마
- 《이런 게놈의 로맨스》 (2019년, Seezn) - 김비서 역
- 《이몽》  (2019년, MBC) - 타로 역
- 《불어라 미풍아》 (2016년, MBC) - 최이사 역
- 《W》 (2016년, MBC)
- 《화려한 유혹》 (2015년, MBC)
- 《육룡이 나르샤》 (2015년, SBS)
- 《당신의 여자》 (2013년, SBS)
- 《태양의 신부》 (2011년, SBS) - 지경환 검사 역
- 《인수대비》 (2009년, JTBC) - 성준 역
- 《스타일》 (2009년, SBS)
- 《사랑은 아무나 하나》 (2009년, SBS) - 정일건 역
- 《그 여자가 무서워》 (2007년, SBS)

### CF
- 후시딘
- 처음처럼
- 빙그레 칵테일바
- 한미은행
- 부산우유
- 마몽드